# Большая Жукова

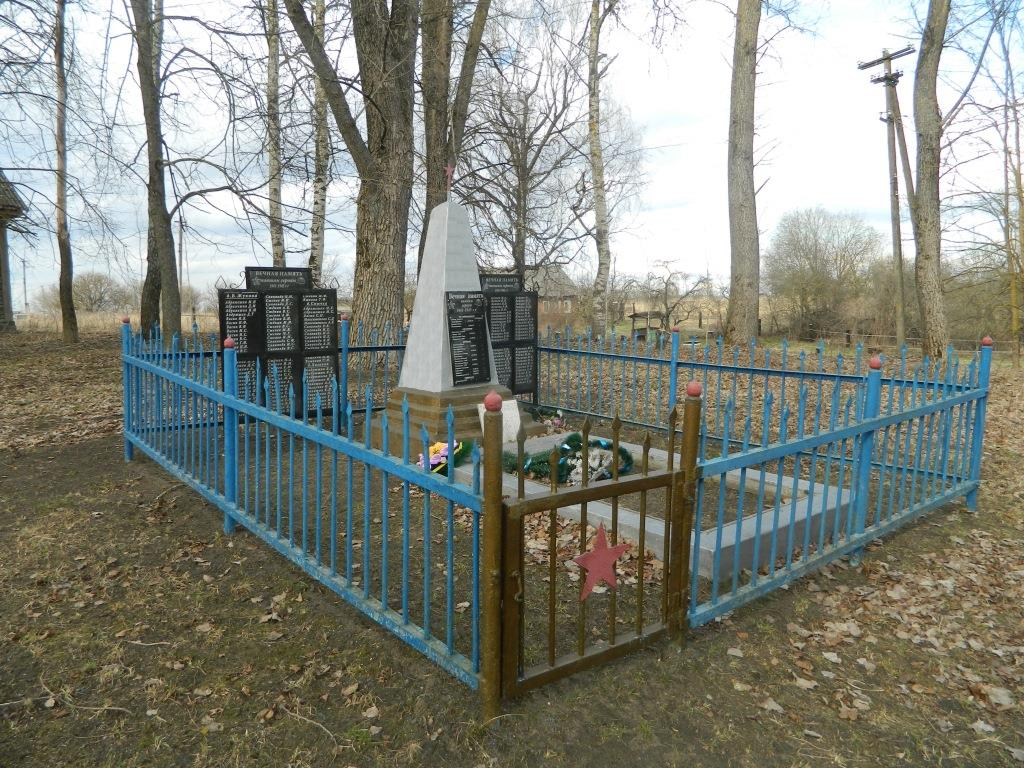
Братская могила в д. Большая Жукова

Больша́я Жукова́ — село в Дятьковском районе Брянской области, в составе Большежуковского сельского поселения. Расположено в 8 км к востоку от города Дятьково, на реке Зиминке (правый приток Болвы).
Упоминается с начала XVII века как существующее село Жуково, в составе Хвощенской волости Брянского уезда. Покровская церковь в селе упоминается до конца XVIII века; с XIX в. Жуково — деревня. К началу XX века здесь действовала церковно-приходская школа.
С 1777 по 1922 Большая Жукова (Большое Жуково) входила в Жиздринский уезд (Калужской, с 1920 Брянской губернии), в т.ч. с 1861 — в составе Улемльской волости. С 1922 в Дятьковской волости Бежицкого уезда, Дятьковском районе (с 1929). До 1967 являлась центром Большежуковского (Жуковского) сельсовета.
С 2000-х гг. Большая Жукова, в соответствии со своим историческим статусом, вновь именуется селом.